# Tân Phong, Phù Yên
Tân Phong là một xã thuộc huyện Phù Yên, tỉnh Sơn La, Việt Nam.
Xã có diện tích 33,25 km², dân số năm 1999 là 2.661 người, mật độ dân số đạt 80 người/km².